# 타이후
타이후(태호, 중국어: 太湖, 병음: Tài Hú, 표준어: 타이후호)는 장강(長江) 삼각주 평원에 있는 중국 담수호 중의 하나이다. 장쑤성과 저장성의 경계에 있으며, 2,250km2의 면적과 평균 2m의 깊이를 가지고 있다. 규모면으로는 포양호(鄱阳湖)와 둥팅호(洞庭湖, 동정호)에 이어 세 번째로 큰 호수이다. 타이후 안에는 몇 미터에서 몇 십 킬로미터에 이르는 약 90개의 섬이 있다.
타이후는 유명한 대운하와 연결되어 있으며, 소주하(苏州河)나 황푸강과 같은 강의 발원지이다. 최근 들어 타이후는 주변 지역의 급속한 공업화로 인해 공해로 몸살을 앓고 있다. 옛 이름은 진택(震澤), 구구택(具區澤) 등이다.

## 개요
타이후는 독특한 석회암이 형성되어 있다. 이 중국식 돌은 태호석(太湖石)이라고 명명되어 있으며, 종종 중국의 전통 정원을 꾸미는데 사용되었다. 특히 세계문화유산으로 지정된 쑤저우의 졸정원 같은 정원들은 모두 이 태호석을 사용했다.
타이후를 보기 위한 가장 좋은 포인트는 우시 시(無錫 市)의 서쪽에 있는 석혜공원(錫惠公園)과 용광탑(龍光塔)이다. 이곳에서는 타이후와 우시가 모두 보인다.

## 타이후 주변 풍경구
- 무석태호풍경구(無錫太湖風景區)
- 소주서산풍경구(蘇州西山風景區)

## 벽라춘
벽라춘(碧螺春)은 타이후의 동정산에서 나는 것이 가장 유명하다.